# Palazzo della Ragione (Romano di Lombardia)
Il palazzo della Ragione o palazzo della Comunità è un edificio storico di Romano di Lombardia risalente al XII secolo ed è sede dell'Amministrazione comunale.

## Storia e descrizione
Il palazzo, la cui edificazione risalirebbe al XII secolo, è uno dei più antichi presenti sul territorio di Romano, ed era il palazzo dove veniva amministrata la giustizia, da qui il nome di “ragione”. Fu edificato durante la dominazione della famiglia Visconti di Milano. Divenne sede dell'arengo, della pretura e del tribunale, fino a divenire la casa dei consoli, poi sede di studi notarili, nonché luogo di incontro del consiglio cittadino. Al piano terra del palazzo vi è un banco in marmo forse risalente all'epoca romana, ad uso del mercato del pesce, viene infatti individuato con questo nome.
Il fronte principale si presenta con la muratura in opus spicatum, con ciottoli di fiume provenienti dal Serio e mattoncini pieni, che rappresentano una composizione tipica del Trecento, quando venivano messi mattoncini anche negli angoli degli immobili per rinforzo. Presenta inserita in un bassorilievo l'immagine del leone alato di san Marco che poggia la zampa su di un libro aperto dove è leggibile in lettere scolpite la scritta “PAX TIBI MARCE EVANGELISTA MEUS”, a indicate il dominio della Serenissima del 1428 al 1797. A fianco del leone il podestà faceva affrescare il blasone della propria famiglia. La facciata presenta ancora i fori guida delle impalcatura e i tiranti di metallo necessari atti a rendere stabile la struttura muraria.
Dei tre archi in mattoncini, quello a destra ospita il manufatto con la raffigurazione di un cavallo, questo doveva essere la firma del proprietario della fornace che aveva realizzato i mattoni, e anche se non vi è documentazione a conferma, risulta che il territorio avesse la fornace《Cavalli》.
Il palazzo a due piani è addossato alla chiesa di Santa Maria Assunta e san Giacomo, che era stata innalzata nel XII secolo per poi essere ricostruita nel Settecento. Il piano terreno presenta un porticato a due campate detto portici della Misericordia, mentre il piano nobile, con tre aperture complete di balconcini, ospita grandi sale decorate ad affresco che raccontano come un documento storico, gli eventi che si sono susseguiti sul territorio, alcuni di questi dipinti sono poi andati perduti. La grande sala era anche usata come sala consigliare per diventare poi sala di rappresentanza cittadina e che è ingresso alla sala detta “delle capriate” moderna sala del consiglio comunale.
Quando Romano era governata dai podestà della Serenissima, era usanza da parte dell'amministratore presentarsi alla finestra centrale per comunicare ai cittadini, per questo l'apertura viene detta parlera.